# Ženka
Ženka i općenitije ženski organizam (♀) je organizam koji u svrhu razmnožavanja stvara jajne stanice. Ženske spolne stanice, često nepokretne, u procesu se oplodnje spajaju s pokretnim i često mnogo manjim spolnim stanicama organizma čiji se fiziološki spol naziva muškim. Ostale osobitosti ženskih organizama variraju među vrstama. Kod nekih vrsta razlike su dobro izražene u fenotipu, primjerice kroz postojanje mliječnih žlijezda. Osim u slučaju rijetkih medicinskih stanja, većina ženki sisavaca, uključujući žene, ima dva kromosoma X. Iza spolnih razlika među vrstama ne stoji jedinstveni genetski mehanizam; po svemu sudeći postojanje dva spola neovisno je evoluiralo u različitim evolucijskim lozama.

## Odlike
U sustavu razmnožavanja s dva spola ženka stvara (često nepokretne) spolne stanice zvane jajnim stanicama, dok pokretne i manje spolne stanice spermatozoide stvara mužjak. Ženke se ne mogu spolno razmnožavati bez pristupa muškim spolnim stanicama, i obrnuto. U nekih vrsta, međutim, ženke se mogu razmnožavati samostalno, nespolno, primjerice putem partenogeneze.
Pri spolnom razmnožavanju utvrđeno je postojanje izogamnih vrsta s gametama identičnog oblika i ponašanja (koje se ipak razlikuju na molekulskoj razini) i anizogamne vrste sa spolnim stanicama muškog i ženskog tipa, a onda posebno oogamne vrste među kojima je i čovjek u kojih su ženske spolne stanice mnogo veće od muških i nemaju mogućnost gibanja.
Biološki spol se definira prema vrsti spolnih stanica koje organizam proizvodi: muški organizam proizvodi spermatozoide, a ženski jajne stanice. Ostale razlike između mužjaka i ženki u jednoj lozi općenito ne određuju razliku spolova u drugoj lozi.
Muško-ženski dimorfizam organizama i reproduktivnih organa različitih spolova ne odnosi se samo na životinje: jajne stanice, među ostalim, proizvode jedinke vrste Chytridiomycota, alge kremenjašice i kopnene biljke. U kopnenih biljaka ženski i muški organizmi i organi nisu samo oni koji proizvode ženske i muške gamete, već i strukture sporofita iz kojih nastaju ženske i muške biljke.
Fenotipska osobitost ženki iz razreda Mammalia (sisavci) su izražene mliječne žlijezde. One su u osnivi modificirane znojne žlijezde specijalizirane za stvaranje mlijeka kojim se podmladak hrani neko vrijeme nakon rođenja. Mliječne žlijezde su najočitije kod ljudi: žensko tijelo pohranjuje veće količine masnog tkiva u blizini bradavica, što rezultira istaknutim dojkama. Mliječne žlijezde prisutne su kod oba spola svih sisavaca, no rijetki ih mužjaci i koriste.
Ženke svih sisavaca rađaju mlade, uz iznimku ženki jednootvornih prasisavaca koje legu jaja.
Neke druge vrste, poput gupija, premda nisu sisavci imaju sisavcima slične reproduktivne strukture. Drugima se, primjerice morskim psima, jaja izlegu u tijelima pa se može pričiniti da rađaju žive mlade. 

## Određenje spola
Fiziološki spol organizma može odrediti niz čimbenika, od genetskih do okolišnih. Ponekad se spol može i prirodno promijeniti za života organizma. Iako većina vrsta ima dobro diferencirana dva spola, jedinke hermafroditskih životinja poput crva imaju i muške i ženske reproduktivne organe.

### Genetsko određenje
Spol većine sisavaca, uključujući ljude, genetski je određen XY–sustavom u kojem ženke imaju kromosome X i X, a mužjaci kromosom X i od njega manji Y. Prilikom razmnožavanja mužjak daje spermije tipa X ili Y, dok ženka uvijek daje jajnu stanicu s kromosomom X. Spermij Y sparen s jajašcem X u potomstvu daje mužjaka, dok spermij X i jajašce X daju ženku. Neki sisavci, poput čudnovatog kljunaša, imaju različite kombinacije. Kako bi se kompenzirala razlika u veličini, jedan se od X-kromosoma ženke nasumično inaktivira u svakoj stanici placentalnih sisavaca, dok se očinski X inaktivira u tobolčara.
Sustav Z i W kromosoma za određenje spola, u kojem su ženke heterozigotne pa imaju par ZW, za razliku od ZZ u mužjaka, mogu se naći u ptica, nekih insekata (leptira i moljaca) i drugih organizama. Spol jedinki iz reda insekata opnokrilaca, poput mrava i pčela, često se određuju haplodiploidijom; u njoj je većina mužjaka haploidna, a ženke i neki sterilni mužjaci diploidni. Pri pojavi interseksualnosti kod sisavaca moguće su i kombinacije poput XO i XXX; te jedinke se smatraju ženskima sve dok ne nose i Y kromosom. Potonja stanja često rezultiraju sterilnošću.

### Okolišno određenje
Podmladak nekih vrsta razvija se, ovisno o okolišnim uvjetima, u jedan ili drugi spol. U nekih gmazova, poput aligatora, spol se određuje temperaturom inkubacije oplođenoga jaja. Druge vrste spol nekad mijenjaju i kao odrasle jedinke, kao odgovor na lokalne reproduktivne okolnosti poput kratkog nedostatka mužjaka.